# Protection de l'espace aérien islandais par l'OTAN

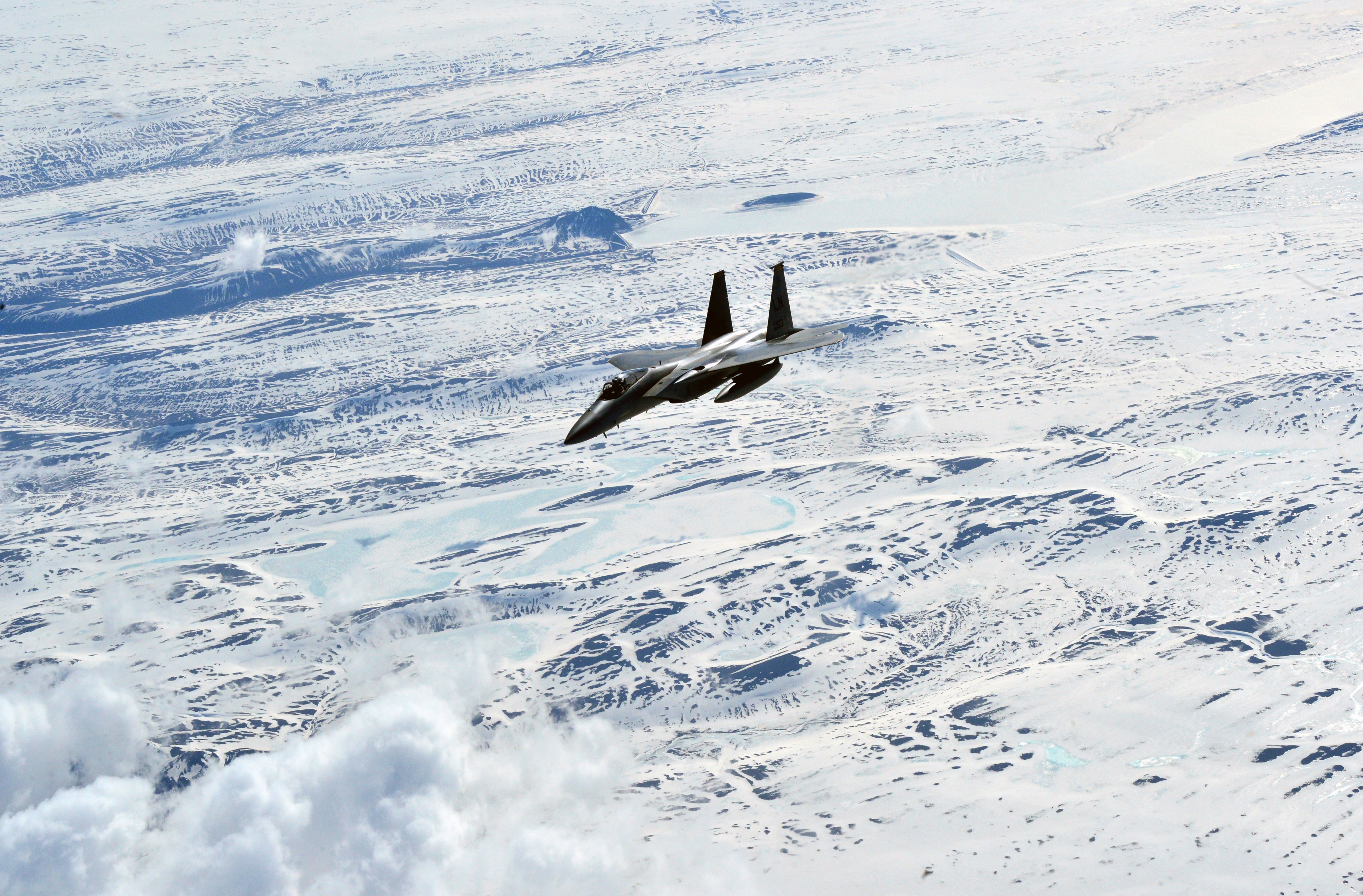
Un F-15C américain au-dessus de l'Islande en avril 2015.

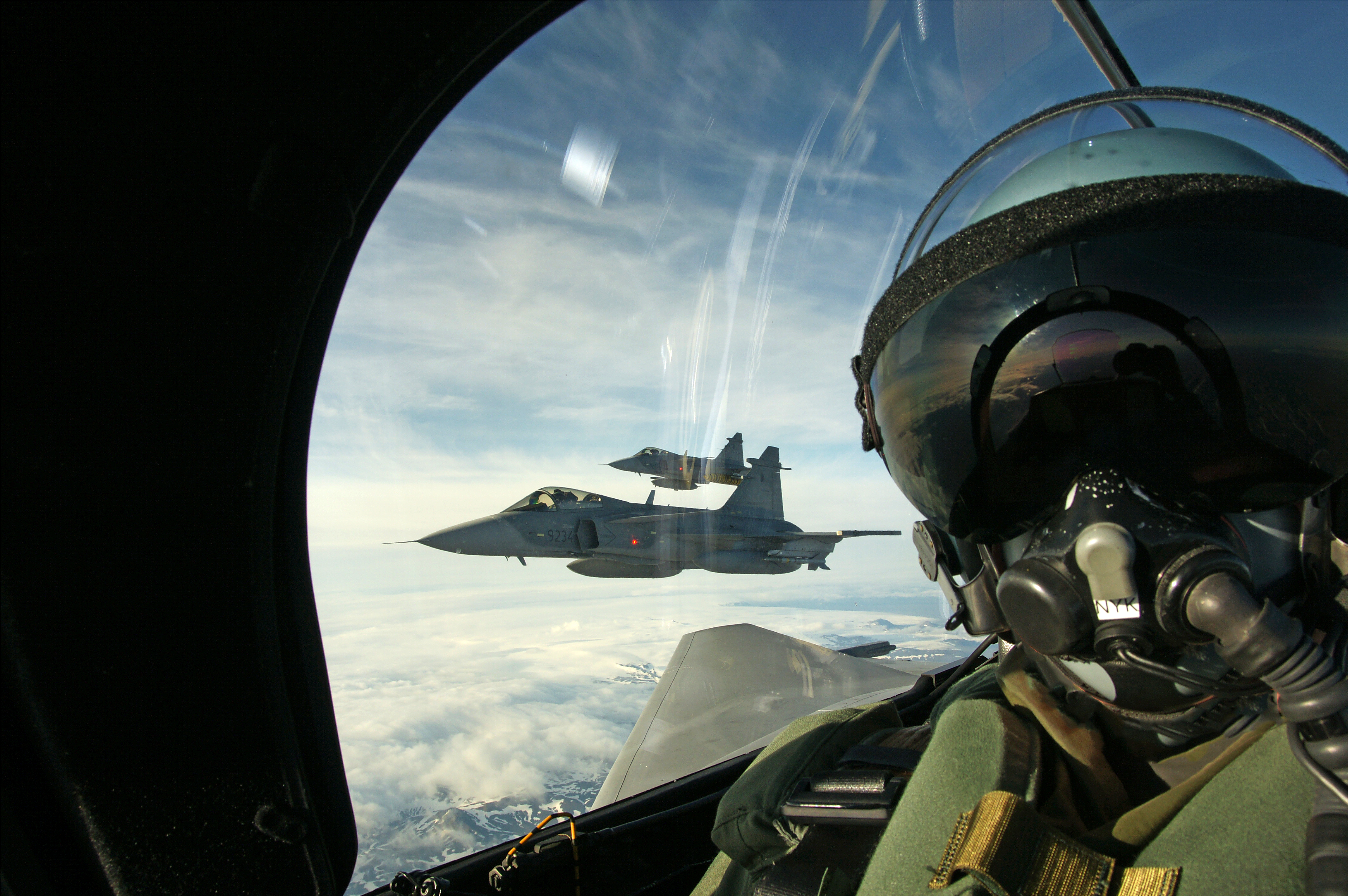
Patrouille de Saab JAS 39 Gripen de la Force aérienne tchèque en Islande en juillet 2015.

La protection de l'espace aérien islandais par l'Otan est une opération conduite dans le but de patrouiller l'espace aérien islandais. L'Islande n'ayant pas de force aérienne, elle a demandé en 2006 à l'Otan de patrouiller son espace aérien à la suite d'intrusions. Le premier déploiement a eu lieu en 2008.

## Histoire
L'Islande n'ayant pas de force militaire, sa défense aérienne était assurée entre 1951 et septembre 2006 par l'Iceland Defense Force de l'United States Air Force. Peu de temps après ce retrait, des avions militaires russes ont pénétré à plusieurs reprises l'espace aérien islandais.
À la suite de ces intrusions, durant le sommet de Riga en novembre 2006, le premier ministre Geir Haarde demanda que les membres de l'Otan assument la protection aérienne de l'Islande. Cette requête fut acceptée par le Conseil de l'Atlantique nord en juillet 2007. D'autres pays membres de l'Otan disposent d'une telle protection. En mars 2008, le premier ministre Haarde conteste que cette protection soit précisément destinée aux Russes « Il s'agit d'une patrouille générale. Nous considérons les Russes comme nos amis. »
En janvier 2013, l'Otan a renommé le déploiement en « capacités aéroportées de surveillance et d'interception pour répondre aux besoins de préparation de l'Islande en temps de paix ».

## Déploiement
Contrairement à la Baltic Air Policing, à la demande le l'État islandais, la présence aérienne n'est pas continue. À la place, en moyenne, il y a trois déploiements par an, durant en moyenne entre deux et trois semaines.
| Date                         | Nationalité | Unité                                                              | Appareils                                                    | Commentaires                                                                                       |
| ---------------------------- | ----------- | ------------------------------------------------------------------ | ------------------------------------------------------------ | -------------------------------------------------------------------------------------------------- |
| 5 mai-30 juin 2008           | France      | EC 01.002 Cigogne                                                  | 4 x Mirage 2000C                                             | 110 personnes déployées                                                                            |
| septembre 2008               | États-Unis  | 48th Fighter Wing                                                  | ? x F-15C Eagle                                              | |
| mars 2009                    | Danemark    | 727 squadron, 730 squadron and Air Control Wing.                   | 4 x F-16AM Fighting Falcon                                   | |
| ? 2009                       | Norvège     | Force aérienne royale norvégienne                                  | ? x F-16AM Fighting Falcon                                   | |
| ? 2009                       | États-Unis  | United States Air Force                                            | ?                                                            | |
| 8-29 mars 2010               | Danemark    | 727 squadron, 730 squadron and Air control wing                    | 4 x F-16AM Fighting Falcon                                   | Ce déploiement contient deux centres de contrôle d'interception des Forces de défense estoniennes. |
| 1-25 juin 2010               | Allemagne   | Jagdgeschwader 71                                                  | 6 x F-4F Phantom II                                          | |
| 6-24 septembre 2010          | États-Unis  | 493rd Expeditionary Fighter Squadron, 48th Fighter Wing            | 8 x F-15C Eagle                                              | |
| 28 mars-30 avril 2011        | Canada      | 409e Escadron tactique de chasse                                   | 5 x CF-188 Hornet                                            | |
| ? 2011                       | Norvège     | Force aérienne royale norvégienne                                  | ? x F-16AM Fighting Falcon                                   | |
| ? 2011                       | États-Unis  | United States Air Force                                            | ?                                                            | |
| 5 mars-2 avril 2012          | Allemagne   | Jagdgeschwader 71                                                  | 6 x F-4F Phantom II                                          | |
| 1er mai-7 juin 2012          | États-Unis  | 493rd Expeditionary Fighter Squadron                               | ? X F-15C Eagle ? X KC-135 Stratotanker ? X C-130J Hercules  | |
| 7 août–20 septembre 2012     | Portugal    | 201 and 301 Squadrons                                              | 6 x F-16AM Fighting Falcon                                   | 70 personnes déployées.                                                                            |
| 18 mars-28 avril 2013        | Canada      | 425e Escadron tactique de chasse                                   | 6 x CF-18 Hornet 1 x CC-150 Polaris                          | Déploiement composé de 160 membres des forces canadiennes.                                         |
| 7 juin-10 juillet 2013       | Italie      | Aeronautica Militare 4th, 36th and 37th Stormo (Wings)             | 6 x Eurofighter Typhoon 2 x KC-767 1 x C-130J Super Hercules | Environ 150 personnes déployées.                                                                   |
| novembre 2013                | États-Unis  | 493rd Expeditionary Fighter Squadron, 48th Air Expeditionary Group | 6 x F-15C Eagle 2 x Boeing KC-135 Stratotanker               | |
| 27 janvier-21 février 2014   | Norvège     | Royal Norwegian Air Force                                          | 6 x F-16AM Fighting Falcon                                   | Environ 110 personnes déployées.                                                                   |
| 16 mai-5 juin 2014           | États-Unis  | 48th Air Expeditionary Group                                       | 6 x F-15C Eagle 1 x Boeing KC-135 Stratotanker               | Environ 200 personnes déployées.                                                                   |
| 10 octobre-3 décembre 2014   | Tchéquie    | 211th Tactical Squadron                                            | 5 x JAS 39C Gripen                                           | Environ 75 personnes déployées.                                                                    |
| avril 2015-                  | États-Unis  | 871st Air Expeditionary Squadron                                   | 4 x F-15C Eagle 1 x Boeing KC-135 Stratotanker               | Environ 200 personnes déployées.                                                                   |
| 27 juillet-28 août 2015      | Tchéquie    | 211th Tactical Squadron                                            | 5 x JAS 39C Gripen                                           | Environ 150 personnes déployées, pour 91 sorties.                                                  |
| 31 août-1er octobre 2015     | Danemark    | Armée de l'air royale danoise                                      | 4 x F-16AM Fighting Falcon                                   | |
| 4 avril-28 avril 2016        | États-Unis  | 131st Fighter Squadron                                             | 6 x F-15C                                                    | |
| 30 mai 2016-?                | Norvège     | Royal Norwegian Air Force                                          | 4 x F-16AM Fighting Falcon                                   | |
| 5 octobre-fin octobre 2016   | Tchéquie    | 211th Tactical Squadron                                            | 5 x JAS 39C Gripen                                           | |
| 16 mars - 14 avril 2017      | Italie      | 4th Wing                                                           | 6 x Eurofighter Typhoon                                      | 145 personnes déployées                                                                            |
| 18 mai - mi-juin 2017        | Canada      | 433 Tactical Fighter Squadron                                      | 6 x CF-18 Hornet                                             | 154 personnes déployées                                                                            |
| 23 août - fin septembre 2017 | États-Unis  | 159th Fighter Squadron                                             | 6 x F-15C 1 x KC-135 1 x KC-10                               | Environ 280 personnes déployées                                                                    |
| 2018                         | Italie      |                                                                    | 4 x Eurofighter Typhoon                                      | Environ 130 personnes déployées                                                                    |